# Serious Moonlight
Serious Moonlight ist eine US-amerikanische Filmkomödie aus dem Jahre 2009. Unter der Regie von Cheryl Hines spielen Meg Ryan, Timothy Hutton, Kristen Bell und Justin Long die Hauptrollen.

## Handlung

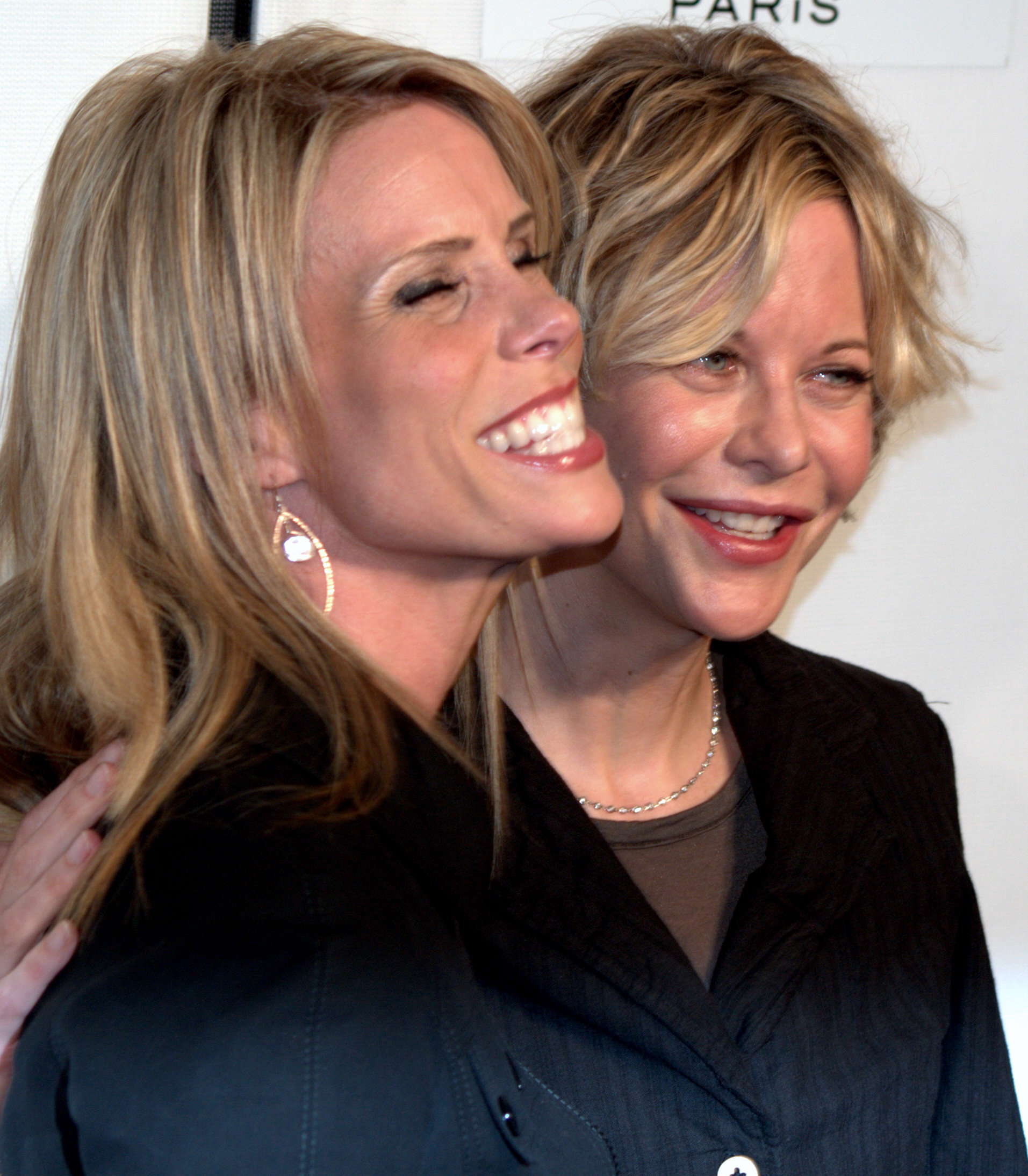
Regisseurin Cheryl Hines und Hauptdarstellerin Meg Ryan bei der Premiere des Films auf dem Tribeca Film Festival 2009

Als die Anwältin Louise in ihr Ferienhaus kommt, eröffnet ihr Ehemann Ian nach 13 Ehejahren, dass er sie verlassen und mit seiner jungen Geliebten Sara nach Paris fliegen wird. Kurzerhand fesselt sie Ian und hält ihn als Geisel, um ihn von seinem Vorhaben abzubringen. Nach einem Fluchtversuch bindet sie Ian mit Klebeband an der Toilette des Hauses fest. Während Louise Besorgungen für ein romantisches Abendessen erledigt, bricht der vorgebliche Gärtner Todd in das Haus ein und raubt, angesichts des hilflosen Ian, dieses aus. Als Louise nach Hause kommt, wird auch sie niedergeschlagen und gefesselt im Badezimmer eingesperrt. Todd übernachtet mit Freunden im Haus. Als Sara am nächsten Morgen kommt, wütend, weil Ian nicht am Flughafen erschien, landet schließlich auch sie gefesselt im Badezimmer, in dem Ian inzwischen erkannt hat, dass er Louise doch liebt und sie nicht mehr verlassen will. Nach einigen Streitereien zwischen Sara und Louise gelingt es dem Trio, die Polizei in das inzwischen von den Einbrechern verlassene Haus zu rufen.
Einige Zeit später haben Louise und Ian ein, mutmaßlich adoptiertes, Baby. Beim Spaziergang begegnet die Familie Todd, welcher Louise im Vorbeigehen auffallend freundlich grüßt.

## Hintergrund
Drehbuchautorin Adrienne Shelly wurde ein Jahr vor Beginn der Dreharbeiten ermordet. Am Ende des Films erscheint ihr zu Ehren eine Widmung. Für Cheryl Hines war der Film das Regiedebüt. Shelly und Hines spielten gemeinsam in dem Film Jennas Kuchen – Für Liebe gibt es kein Rezept, bei dem Shelly auch Regie führte.
Shellys Witwer, Andy Ostroy, produzierte Serious Moonlight und hat eine kleine Nebenrolle als Polizist.

## Veröffentlichung
Der Film wurde am 25. April 2009 auf dem Tribeca Film Festival uraufgeführt. Am 4. Dezember 2009 startete er im Verleih der Magnolia Pictures in den US-amerikanischen Kinos. In Deutschland erschien der Film am 29. April 2010 direkt auf DVD und Blu-Ray. Das weltweite Einspielergebnis lag bei 138.696 US-Dollar.

## Kritiken
TV Spielfilm bezeichnet den Film als „grimmiges Kammerspiel“, mit einem „Absacker in der zweiten Hälfte“ in der „die Dissonanzen zwischen Witz, Härte und Weinerlichkeit zu groß“ werden.
Cinema lobt vor allem die Hauptdarstellerin. Meg Ryan sei „in Hochform!“
Der Filmdienst schreibt im Lexikon des internationalen Films, „nach einem munter-sympathischen Auftakt gehen der Beziehungskomödie die Ideen aus, und sie verliert sich in rührseligen Klischees und banalen Dialogen.“
Bei Rotten Tomatoes erhielt der Film 22 % positive Kritiken bei einer durchschnittlichen Bewertung von 3,9/10.